# Seconde Chance (série télévisée)
Pour les articles homonymes, voir Seconde Chance.
Seconde Chance est une série télévisée française en 180 épisodes de 22 minutes créée par Nathalie Abdelnour, Elsa Marpeau, Mathieu Missoffe et Élodie Namer et diffusée entre le 29 septembre 2008 et le 17 avril 2009 sur TF1.
La série a ensuite été rediffusée à partir du 4 novembre 2010 en matinée sur TF1, puis sur NT1 à partir du 16 août 2011 et dès le 13 décembre 2012 la nuit sur HD1. Elle est actuellement rediffusée la nuit sur TMC depuis le 11 juillet 2017, ainsi que sur TFX et TF1 Séries Films. Au Québec, elle est webdiffusée à partir du 1er avril 2013 sur le site de Séries+ à raison de dix épisodes inédits par semaine.

## Synopsis
Les 100 premiers épisodes mettent en scène le personnage d'Alice Lerois (Caroline Veyt) essayant de se faire une place dans son nouveau travail au sein de l'agence de publicité Broman & Barow, malgré les embûches rencontrées. En raison de la grossesse de l'actrice Caroline Veyt, le scénario change à partir de l'épisode 101 avec l'arrivée du personnage d'Émilie Marsaud-Broman (Pascale Michaud), fille jusqu'alors cachée d'un des fondateurs de l'agence, qui va tenter de se familiariser avec ce monde qu'elle ne connaît pas.
Il n'y a néanmoins aucune rupture tout au long de la série ; le départ d'Alice Lerois est préparé et expliqué et les personnages restent les mêmes tout au long de la série.

### Épisodes 1 à 100
Alice Lerois est une mère au foyer qui vient de se séparer de son mari. Elle a deux enfants : Natacha (bientôt 18 ans) et Hadrien (16 ans). Afin de pouvoir subvenir aux besoins de sa famille, elle se met en recherche de travail et postule pour Broman & Barow, une agence de publicité à Paris.
Le hasard fait bien les choses puisqu'Alice retrouve Laëtitia Demarsey, sa meilleure amie d'enfance, désormais la directrice générale de B&B. Laëtitia décide d'engager Alice mais le cauchemar va commencer pour Alice : en réalité, Laetitia l'a engagée pour de sombres motifs de vengeance. Dans leur jeunesse, Alice aurait « volé » le petit ami de Laëtitia, Mathieu, l'homme dont elle vient de se séparer. Après des débuts désastreux dans l'agence, Alice trouve petit à petit sa place, mais Laetitia est toujours là pour faire souffrir son employée qui ne se doute pas des véritables sentiments de sa directrice…

### Épisodes 101 à 180
L'arrivée d'Émilie Marsaud-Broman, fille de Philip Broman et demi-sœur de Marc et Lucas Broman, bouleverse le quotidien de l'agence. Celle-ci a reçu de la part de son défunt père un chèque de 250 000 euros et 30 % des parts de l'agence, soit davantage que ses deux demi-frères qui n'acceptent pas cette situation.
Ayant fait carrière dans la coiffure et ne connaissant rien au monde de la publicité, Émilie va tenter de vendre ses parts et de retourner vivre sa vie à Toulouse avec sa fille Alizé âgée de 14 ans et son amie Carole, attirant ainsi toutes les convoitises, notamment celles de Laetitia, qui compte bien devenir PDG de l'agence. Elle souhaite vendre ses actions au plus offrant puis à celui qui aura le plus d'idées pour l'agence. Mais finalement, Emilie décide de rester à l'agence.
Grâce à ses idées novatrices, son intelligence, et sa créativité, elle réussira à se faire une place dans ce monde inconnu jusqu'à être propulsée à la tête de Broman & Barrow.

## Distribution

### Rôles principaux
- Caroline Veyt : Alice Lerois (épisodes 1 à 100)
- Sébastien Courivaud : Marc Broman
- Isabelle Vitari : Laetitia Demarsey
- Pascale Michaud : Émilie Marsaud-Broman (épisodes 101 à 180)

### Rôles secondaires

#### Les employés de Broman & Barow
- Charlie Dupont : Vincent Valberg, directeur artistique
- Julia Vignali : Audrey Althuy, stagiaire créa
- Romain Deroo : Lionel Mantero, stagiaire créa
- Philippe Bardy : Jacques Barow, cofondateur de l'agence
- Serge Maillat : Philip Broman, cofondateur de l'agence (saison 1)
- Stéphanie Pasterkamp : Lucie Nemours, secrétaire-réceptionniste
- Benjamin Egner : Lucas Broman, directeur financier
- Hyam Zaytoun : Samira Massi, conceptrice-rédactrice
- David Baiot : Koffi Diakité, contrôleur de gestion
- Marie Lenoir : Anne Broman
- Olivier Sabin : Soren Nykvist, photographe
- Patricia Malvoisin : Louise Martineau, employée de ménage

#### La famille Leroy et son entourage
- Jonathan Demurger : Hadrien Lerois
- Lilly-Fleur Pointeaux : Natacha Lerois
- Alexandre Thibault : Mathieu Lerois
- Manoëlle Gaillard : Catherine Peyret
- Jean-Pierre Malignon : Bernard Peyret
- Juliette Delacroix : Nicole Bates
- Jean-Louis Tribes : Carlo Panetti
- Julien Guéris : Luigi Panetti
- Jean-Baptiste Shelmerdine : Hugo Meyer
- Franck Monsigny : Paul
- Selma Kouchy : Valérie
- Olivia Tusoli : Léa

#### La famille Marsault et son entourage
- Charlène François : Alizé Marsault
- Tadrina Hocking : Carole
- Gaetan Wenders : Tony Cypris

### Invités
- Santha Leng : Matsuro
- Vincent Jouan : Delcourt
- Catherine Buquen : Elisa
- Élodie Fontan : Aona
- Pierre-Marie Mosconi : Stéphane Lansac
- Jean-Jacques Bathie : Seydou Diakité
- Catherine Epars : Victoria Manson
- Thierry Baumann : Julien Serignolle
- Geoffroy Guerrier : Valentin Lambert
- Carole Bianic : Daphné Juliani
- Natasha Saint-Pier : elle-même
- Audrey Giacomini : Kimiko Matsuro
- Stéfi Celma : Alexandra/Alexia
- Stéphane Brel : Victor Bosson
- Sheryfa Luna : Nora
- Valérie Bègue : Pauline Vassero
- Claude Bel : Malak
- Isabelle Gomez : Melle Blitz
- Florent Arnoult : Yoann Maupiat
- Isabelle Tanakil : Nathalie Jeantot

## Production
Depuis le succès de Plus belle la vie sur France 3, chaque chaîne hertzienne a voulu produire sa propre série quotidienne. Malgré les échecs de Cinq Sœurs sur France 2 et de Pas de secrets entre nous sur M6, bien que pour cette dernière tous les épisodes aient été tournés et montés bien avant la diffusion, TF1 a tout de même décidé de produire la sienne en diffusant Seconde Chance à la rentrée 2008.
La série est alors diffusée quotidiennement du lundi au vendredi à 17 h 40 puis elle est déplacée à 16 h 35, à raison de deux épisodes inédits par jour.
Le 29 septembre 2008, les deux premiers épisodes réunissent respectivement 1,5 million de téléspectateurs et 22,5 % du public pour le premier et 1,6 million et 18,7 % du public pour le deuxième. Mais au fur et à mesure, les audiences s'érodent petit à petit, atteignant une moyenne de 14,7 % en octobre. Les audiences se stabilisent ensuite à 16,7 % en moyenne début 2009. Par suite de ces audiences, TF1 décide d'arrêter la production de la série au bout des 180 épisodes prévus et de ne pas lui donner une deuxième saison. Le dernier épisode est diffusé le 17 avril 2009.
Seconde Chance a tout de même été nommée aux International Emmy Awards en 2009. La série est également diffusée en Russie, au Japon, en Italie et plus récemment en Lettonie, en Estonie, en Finlande et en Allemagne.

### Fiche technique
- Titre original : Seconde Chance
- Création : Nathalie Abdelnour, Elsa Marpeau, Mathieu Missoffe, Élodie Namer
- Scénario : Daphné Lora, Mari Mouazan (coordination), assistées de Frédéric Douté Frédéric Saraïs
- Coordination artistique : Sophie Ferrario et Vincent Giovanni
- Décors : Max Legardeur
- Production : Bernard Bouix ; Valérie Magnier (exécutive)
- Société de production : Alma Productions
- Pays d'origine :  France
- Langue d'origine : français
- Chaîne d'origine : TF1
- Nombre d'épisodes : 180 (2 saisons)
- Durée : 22 minutes
- Genre : Soap opera, comédie dramatique
- Date de première diffusion : 
  - France : 29 septembre 2008 sur TF1

## Identité visuelle et sonore

### Logos

Premier logo de la série (2008-2009)
Second logo de la série (2009)

### Générique
La chanson du générique (épisodes 1 à 100) est interprétée par Lucie Bernardoni, finaliste de la quatrième saison de Star Academy en 2004, face à Grégory Lemarchal.
À partir de l'épisode 101, le générique est modifié avec l'arrivée de l'actrice Pascale Michaud.

## Les campagnes de Broman & Barow
- Si vous ne connaissez pas le sujet, laissez ce bandeau (vous pouvez alors contacter les auteurs).
- Si vous supprimez le contenu mis en cause (vous pouvez préalablement contacter les auteurs),

argumentez précisément cette suppression dans la page de discussion
(un manque de référence n'est pas un argument ; une recherche réelle de référence doit avoir été effectuée, être formellement documentée).
Liste non exhaustive des campagnes pour lesquelles travaille l'équipe de Broman & Barow tout au long de la série :
- Saé'' (parfum)
- Fordog (alimentation pour chien)
- Sweetly (crème glacée)
- Forza Drink (boisson énergisante aux plantes)
- Les hameçons Bidard (hameçons télescopiques)
- Earth is Ours (campagne de prévention pour l'environnement)
- Red2Toi (rouge à lèvres)
- Daliane (marque de sous-vêtements féminins)
- Promo du nouvel album d'Aona (album)
- Dropalax (médicament anti-constipation)
- Power Eco (machine à laver)
- Sandwich to wich (marque de sandwich)
- Les bijoux Chamberlain (bijoux pour homme)
- Jane Me (marque de prêt à porter)
- Marhanao (produit cosmétique)
- Zéro poux (bonnet anti-poux)
- Fruti croqu' (marque de fruits séchés)
- Biochipo (marque de saucisses bio)
- Nova Shine (lunettes)
- Choco Ledg (chocolat en poudre)
- Saravane (marque de prêt à porter)
- Mercure (tente chauffante)

## Anecdotes
- Certains acteurs sont déjà connus pour avoir participé à différentes séries françaises. En effet, on peut retrouver au générique des acteurs ayant déjà joué dans Sous le soleil (Jonathan Demurger, Julien Guéris, Patricia Malvoisin et Jean-Louis Tribes), dans Une famille formidable (Jean-Baptiste Shelmerdine, Alexandre Thibault qui a également joué dans Plus belle la vie) , dans Hélène et les Garçons (Sébastien Courivaud), dans Nos années pension (Lilly-Fleur Pointeaux), dans La Crim' (Stéphanie Pasterkamp), dans Julie Lescaut (Isabelle Vitari), ou encore dans Hard (Charlie Dupont).

- Jean-Baptiste Shelmerdine et Isabelle Vitari ont tous deux joué dans la série Nos chers voisins.

- La série Seconde Chance connaît un revirement avec le départ de son héroïne Caroline Veyt. Elle est alors remplacée par Pascale Michaud dès le 3 février 2009 (100e épisode). Alice (Caroline Veyt) quitte l’agence parisienne Broman & Barow pour de nouvelles aventures professionnelles auprès de Matsuro au Japon[8]. L'actrice a cependant tourné quelques épisodes après son départ, dû à sa grossesse. Elle fera une apparition dans un épisode puis conclura définitivement la série lors du dernier épisode.
- L'agence Broman & Barow est située au 20 avenue Rapp, dans le 7e arrondissement de Paris.

- Malgré le souhait de nombre de téléspectateurs, la possible diffusion de la série en DVD n'a, à ce jour, pas été confirmée.

## Personnages

### Lucie
Elle travaille depuis 7 ans à B&B comme assistante. Elle souffre de problèmes d'audition. Très ouverte et généreuse, Lucie est l'une des seules employées de l'agence vers qui Alice peut se tourner en cas de besoin. Elle assume pleinement son handicap et ne recherche pas de traitement de faveur. Elle n'a pas froid aux yeux lorsqu'il s'agit de provoquer l'amour.

## Diffusions internationales
| Pays      | Chaînes                                     |
| --------- | ------------------------------------------- |
| France    | TF1, TFX, TMC, TF1 Séries Films, Série Club |
| Allemagne | Einsfestival, Romance TV                    |
| Russie    | Tv 100                                      |
| Italie    | Rai 3                                       |
| Lettonie  | Latvijas Televīzija                         |
| Estonie   | 11                                          |
| Japon     | Lala Tv                                     |
| Finlande  | Suomi Tv                                    |
| Hongrie   | VIASAT3                                     |
| Moldavie  | Moldova 1                                   |
| Belgique  | RTL-TVi, puis Plug RTL                      |
| Québec    | Séries+                                     |